# Colt Studio Group
Colt Studio Group es una productora audiovisual que ha trabajado durante más de 40 años en el campo de la pornografía homosexual masculina. Esta empresa fue fundada en Nueva York en 1967 por Jim French, conocido también como Rip Colt. Posteriormente la empresa se trasladó a la ciudad de Los Ángeles, antes de establecerse en San Francisco.

## Historia
Colt fotografió a algunas de las estrellas homosexuales más famosas de la era anterior al SIDA, incluidos Bruno y Al Parker. Durante sus primeros años de actividad, Colt Studio propuso un tipo de erotismo masculino expresado en la publicación de fotografías e ilustraciones; con el advenimiento de las nuevas tecnologías, la empresa empezó a realizar sesiones de fotográfica erótica suave, y también a rodar escenas de porno duro. El estudio pronto se hizo famoso para apostar por modelos musculosos, así como para retratar a sus modelos vestidos como camioneros, ciclistas, vaqueros, carpinteros, etc. Desde 1995, Colt Studio Group está en internet en su página web, donde a cambio del pago previo de una cuota, se pueden encontrar galerías de fotos, películas, vídeos, y espectáculos de sexo en vivo.
En 2007, Colt Studio Group celebró su cuadragésimo aniversario. El alcalde de San Francisco, Gavin Newsom, firmó una proclamación declarando el 23 de febrero de 2007 como el «Día de Colt Studio» en celebración de este aniversario. Esta proclamación atrajo críticas de comentaristas conservadores, incluido el entonces comentarista de Fox News, Bill O'Reilly.
Colt fue discutido en un artículo de 2014 en la revista académica Fashion Theory por Shaun Cole, quien argumentó que los personajes de la pornografía realizada por el estudio están «construidos a través de su ropa y vestuario», y señaló que era famosa por su «presentación de imágenes hipermasculinas». También observó que la elección del nombre «Colt» por parte de los fundadores de la compañía, Jim French y Lou Thomas, reflejaba un «tema de armas»; una compañía anterior fundada por franceses se había llamado «Lüger», en honor a la pistola alemana homónima. Según Cole, el uso del seudónimo «Rip Colt» por parte de French fue «inspirado por un fotógrafo aficionado de San Francisco» llamado Rip Searby.